# Impulsor

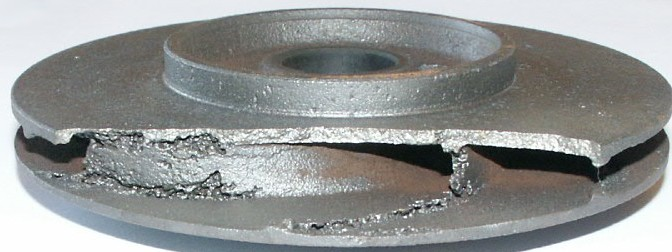
Impulsor de uma bomba centrífuga afetado por cavitação.

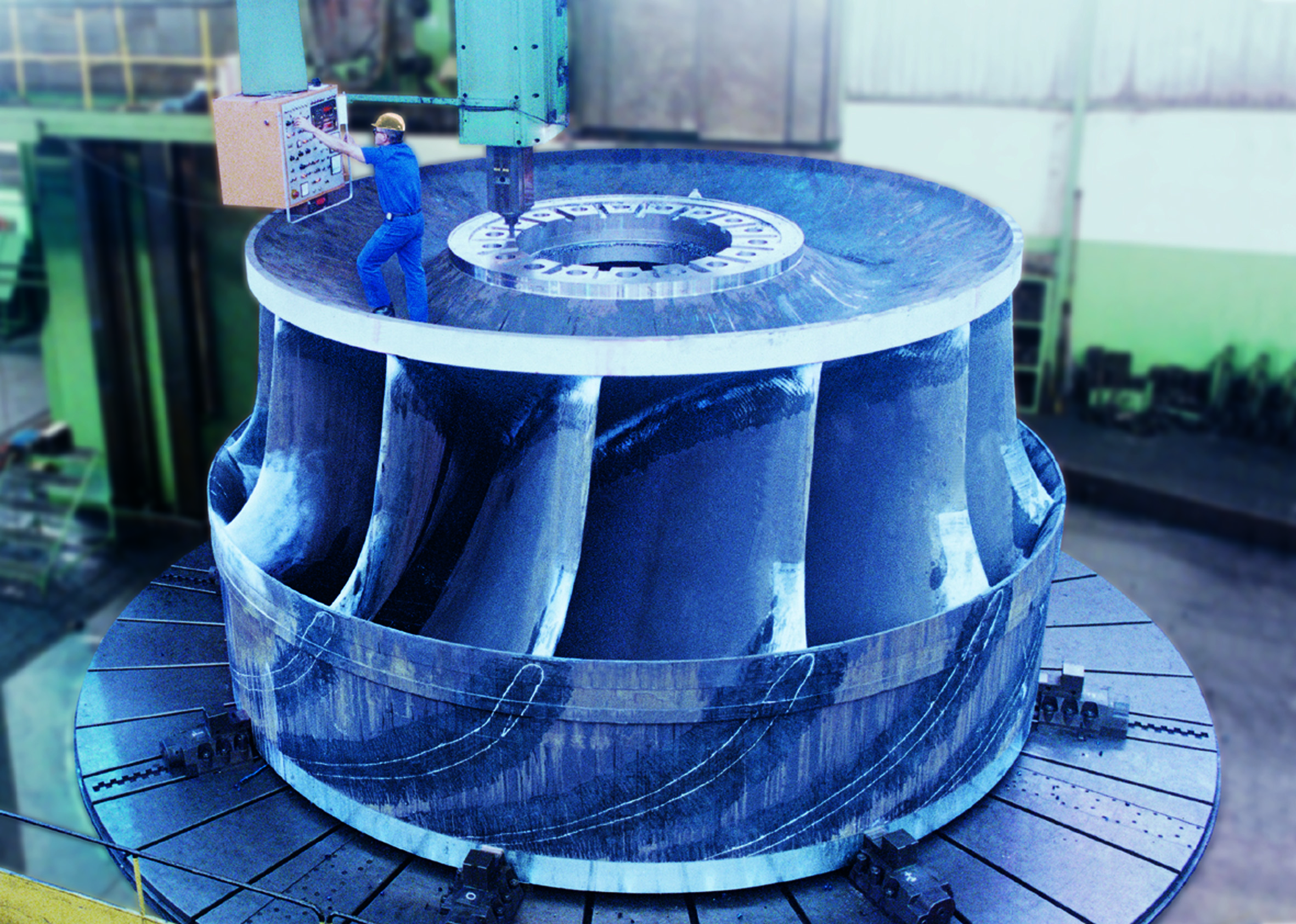
Impulsor de uma turbina em um torno.

O impulsor é um tipo de rotor situado dentro de uma tubulação ou um conduto e encarregado de impulsionar um fluido. Geralmente se utiliza este termo para referir-se ao elemento móvel de uma bomba centrífuga, mas às vezes também é utilizado para referir-se ao elemento móvel de turbinas e ventiladores.
Consiste em um disco perpendicular ao eixo de rotação, composto por pás curvadas em direção contrária ao movimento. Segundo os esforços que devam suportar e a agressividade do meio que deva impulsionar, o impulsor pode ser feito de pás metálicas, como por exemplo aço ou alumínio, ou de algum polímero, como por exemplo poliamida.
No caso das bombas centrífugas, incluindo aquela de muitos aspiradores de pó, o fluido entra pelo centro do impulsor e é arrastado pelas pás em direção radial, saindo pela voluta e daí, até as tubulações de saída nas bombas monoetapa, ou é recolhido pelo impulsor seguinte nas bombas multietapa, que consistem em vários impulsores colocados em série.
A geometria do impulsor é de vital importância para conseguir um rendimento hidráulico elevado.
Impulsores de bombas centrífugas podem ser projetados para utilização até quando o líquido bombeado contenha corpos sólidos.